# مادر خوب (فیلم ۱۹۸۸)
مادر خوب (به انگلیسی: The Good Mother) فیلمی محصول سال ۱۹۸۸ و به کارگردانی لئونارد نیموی است. در این فیلم بازیگرانی همچون دایان کیتن، لیام نیسون، جیسون روباردز، رالف بلامی، ترزا رایت، جیمز ناتن، ایژا وی‌ایرا، جو مورتون، کیتی سیگال و زکری بنت ایفای نقش کرده‌اند.